# 福田保 (地方公務員)
福田 保（ふくだ たもつ、1950年または1951年 - ）は、日本の地方公務員 (技術公務員)。元大阪府都市整備部長。

## 人物・経歴
1973年 (昭和48年) 大阪大学工学部卒業、同年4月 大阪府庁に入庁し土木部土木総務課、鳳土木事務所、1979年 河川課、 1984年4月 南部特定事業建設事務所狭山池ダム建設工区長、1988年４月 河川砂防課計画係長、1990年 (平成2年) 4月　同砂防改良係長、1991年5月 鳳土木事務所主幹兼同工務第一課和泉工区長、1993年4月 同事務所工務課長、 1994年4月 河川課主幹、1996年4月 企画調整部企画室参事、1998年4月 建築都市部総合計画課参事、1999年5月 鳳土木事務所長、2001年4月 河川室副理事兼河川調整課長、2003年4月 河川室長、2005年4月 土木部技監、2006年4月 都市整備部技監、2007年4月 丸岡耕平の後任として都市整備部長。第二京阪道路、大阪都市再生環状道路、新名神高速道路の３高速道路や河川での護岸補強や水門、連続立体交差事業などに取り組んだ。2009年3月 井上章を後任に都市整備部長を退任、大阪府を定年退職。